# Purpertandboegsprietmot
De purpertandboegsprietmot (Eulamprotes unicolorella) is een vlinder uit de familie tastermotten (Gelechiidae). De wetenschappelijke naam is voor het eerst geldig gepubliceerd in 1843 door Duponchel.
De soort komt voor in Europa.